# María José Mariscal
María José Mariscal (née le 24 novembre 2005 à Mexico, au Mexique)[réf. nécessaire] est une actrice  mexicaine.

## Biographie
María José Mariscal est la fille de Paola Archer.

## Carrière
Elle commence sa carrière dans l'émission télévisée La voz dormida en 2011. 
En 2012, elle reçoit son premier véritable rôle dans la telenovela de Juan Osorio Porque el amor manda, où elle joue Valentina. 
En 2013, elle participe à  Por siempre mi amor où elle incarne Marianela. 
Elle étudie au Centre des Arts de Televisa, Center for Arts Education (CEA).

## Filmographie

### Telenovelas
- 2012-2013 : Porque el amor manda : Valentina Franco Hierro  (protagoniste)
- 2013 : Por siempre mi amor : Marianela (enfant)
- 2014-2015 : Mi corazón es tuyo : Sarai
- 2016 : Sueño de amor : Pamela

### Émissions télévisées
- 2011 : La voz dormida : prisonnière